# Vitesse in het seizoen 2008/09
|               | Eredivisie | KNVB beker | Totaal |
| ------------- | ---------- | ---------- | ------ |
| Wedstrijden   | 34         | 2          | 36     |
| Gewonnen      | 11         | 1          | 12     |
| Gelijk        | 10         | 0          | 10     |
| Verloren      | 13         | 1          | 14     |
| Thuis         | 17         | 0          | 17     |
| Uit           | 17         | 2          | 19     |
| Gele kaarten  | 61         | 0          | 61     |
| 2× gele kaart | 1          | 0          | 1      |
| Rode kaarten  | 2          | 0          | 2      |
| Doelsaldo     | −7         | 1          | −6     |
| voor          | 41         | 2          | 43     |
| tegen         | 48         | 1          | 49     |
| ‘De Nul’      | 9          | 1          | 10     |

Vitesse kwam in het seizoen 2008/2009 voor het 20e seizoen op rij uit in de hoogste klasse van het betaald voetbal, de Eredivisie. Daarnaast nam het Arnhemse elftal deel aan het toernooi om de KNVB beker.

## Samenvatting

### Vooraf
De eerste training vond plaats op 7 juli. Vitesse begon het seizoen onder leiding van de nieuwe hoofdcoach Hans Westerhof. Hij werd bij deze eerste training geassisteerd door zijn vaste assistent Edward Sturing, de trainer van Jong Vitesse Hans van Arum en keeperstrainer Lambert Jager. De eerste weken van de voorbereiding trainden de eerste selectie en Jong Vitesse samen. Jasar Takak, die zonder club zit, trainde een week mee om zijn conditie op peil te houden. Hij werd weggestuurd wegens kritiek op Marc van Hintum. In totaal trainden er 35 spelers samen de eerste weken van de voorbereiding.
Tijdens de voorbereiding krijgt Vitesse te maken met afwezigheid van haar eerste doelman, Piet Velthuizen. Hij vertrekt met de selectie van bondscoach Foppe de Haan om deel te nemen aan het Olympisch Voetbaltoernooi in Peking.

### Transfers
De transferperiode werd ingeleid door een grote hoeveelheid vertrekkende spelers. Theo Janssen tekende in april bij FC Twente. Doelman Balázs Rabóczki liet weten geen tweede doelman te willen zijn en besloot te vertrekken. Vitesse besloot zelf om afscheid te nemen van Juan Gonzalo Lorca en Stephan Veenboer.
Na het vertrek van Theo Janssen vertrokken nog 4 middenvelders bij Vitesse. Remco van der Schaaf tekende een contract in Engeland bij Burnley FC. De Belgische middenvelder Gill Swerts vertrok naar AZ, evenals Remco van der Schaaf kon hij transfervrij weg. Vitesse besloot zelf om niet verder te gaan met Jasar Takak. Jaime Bruinier vertrok als laatste middenvelder, hij werd verhuurd aan AGOVV Apeldoorn.
Tijdens het voorafgaande seizoen waren Siebe Blondelle en Rihairo Meulens verhuurd aan respectievelijk VVV-Venlo en AGOVV Apeldoorn. Blondelle mocht bij aanvang van het nieuwe seizoen vertrekken naar FCV Dender EH. In Meulens zag Vitesse nog toekomst, hij werd nog een seizoen verhuurd, ditmaal aan FC Dordrecht.
Vitesse roerde zich in het tussenseizoen op de transfermarkt. De eerste speler die Vitesse wist vast te leggen, was Alfred Schreuder. Hij kwam over van FC Twente en tekende voor één seizoen. Vitesse maakte op 1 juli bekend dat Frank van der Struijk werd overgenomen van Willem II. Hij tekende voor 4 seizoenen in Arnhem. Dezelfde dag werd Julian Jenner gehuurd van AZ, met optie tot koop.
Op 3 juli werd opnieuw een speler van AZ gehuurd met optie tot koop; het betrof de eerder aan NAC Breda verhuurde Rogier Molhoek. Vitesse was ook nog op zoek naar een tweede doelman en een linksback, hiervoor werd Ronald Graafland (doelman) van Excelsior overgenomen en werd Jeroen Drost van sc Heerenveen gehuurd, met optie tot koop. De zevende nieuwe speler werd gevonden in Niklas Tarvajärvi, die werd gehuurd met optie tot koop van sc Heerenveen.
Yu Hai was met terugwerkende kracht per 1 juli geen speler van Vitesse meer; de Chinees mocht transfervrij vertrekken. Een club had hij nog niet, omdat hij herstellende was van een kniekwetsuur. De spitsenstrijd in de voorbereiding werd beslist in het nadeel van Harrie Gommans; op 17 augustus werd hij verkocht aan Roda JC.

### Competitieseizoen
De hoofdcoach Hans Westerhof werd eind december 2008 ontslagen vanwege de slechte resultaten in de eerste helft van het seizoen; Theo Bos werd aangesteld als zijn opvolger en maakte het seizoen af.
In de Eredivisie eindigde Vitesse dit seizoen als 10e met 43 punten.

In de KNVB beker werd Vitesse in de derde ronde uitgeschakeld door FC Lienden.
In de competitie bezochten gemiddeld 17.876 toeschouwers Vitesse in GelreDome.

## Selectie in het seizoen 2008/09

### Selectie
| Nr.             |                     | Naam                    | Contract        | Geboortedatum     | Seizoen         | Vorige club          | Debuut            |
| Doelverdediging | Doelverdediging     | Doelverdediging         | Doelverdediging | Doelverdediging   | Doelverdediging | Doelverdediging      | Doelverdediging   |
| --------------- | ------------------- | ----------------------- | --------------- | ----------------- | --------------- | -------------------- | ----------------- |
| 21.             | Vlag van Nederland  | Ronald Graafland        | 2010            | 30 april 1979     | 1e              | Excelsior            | 24 september 2008 |
| 29.             | Vlag van Nederland  | Eloy Room               | 2009            | 2 juni 1988       | 1e              | Eigen jeugd          | 8 maart 2009      |
| 28.             | Vlag van Nederland  | Sebastiaan van der Sman | ama.            | 23 juli 1988      | 1e              | Eigen jeugd          | -                 |
| 01.             | Vlag van Nederland  | Piet Velthuizen         | 2010            | 3 november 1986   | 3e              | Eigen jeugd          | 31 december 2006  |
| Verdediging     |                     |                         |                 |                   |                 |                      |                   |
| 13.             | Vlag van Nederland  | Kevin van Diermen       | 2011            | 3 juli 1989       | 3e              | Eigen jeugd          | 15 april 2007     |
| 05.             | Vlag van Nederland  | Jeroen Drost            | 2009            | 21 januari 1987   | 1e              | NEC                  | 29 augustus 2008  |
| 25.             | Vlag van Nederland  | Nicky Kuiper            | 2009            | 7 juni 1986       | 1e              | Eigen jeugd          | 29 oktober 2008   |
| 03.             | Vlag van Frankrijk  | Sébastien Sansoni       | 2009            | 30 januari 1978   | 3e              | Ethnikos Asteras     | 18 augustus 2006  |
| 04.             | Vlag van Nederland  | Civard Sprockel         | 2010            | 10 mei 1983       | 3e              | Excelsior            | 10 september 2006 |
| 06.             | Vlag van Nederland  | Frank van der Struijk   | 2012            | 28 maart 1985     | 1e              | Willem II            | 29 augustus 2008  |
| 02.             | Vlag van Nederland  | Paul Verhaegh           | 2010            | 1 september 1983  | 4e              | FC Den Bosch         | 29 januari 2006   |
| Middenveld      |                     |                         |                 |                   |                 |                      |                   |
| 22.             | Vlag van Nederland  | Alexander Büttner       | 2011            | 11 februari 1989  | 2e              | Eigen jeugd          | 15 maart 2008     |
| 07.             | Vlag van Brazilië   | Claudemir               | 2012            | 27 maart 1988     | 2e              | São Carlos           | 17 februari 2008  |
| 30.             | Vlag van Nederland  | Nicky Hofs              | 2009            | 17 mei 1983       | 5e              | Feyenoord            | 27 januari 2002   |
| 18.             | Vlag van België     | Onur Kaya               | 2010            | 20 april 1986     | 4e              | Eigen jeugd          | 11 februari 2006  |
| 08.             | Vlag van Nederland  | Rogier Molhoek          | 2009            | 22 juli 1981      | 1e              | AZ                   | 14 september 2008 |
| 23.             | Vlag van Nederland  | Wiljan Pluim            | 2010            | 4 januari 1989    | 1e              | Eigen jeugd          | 10 mei 2009       |
| 11.             | Vlag van Nederland  | Anduele Pryor           | 2010            | 26 april 1985     | 3e              | Eigen jeugd          | 26 augustus 2006  |
| 16.             | Vlag van Nederland  | Alfred Schreuder        | 2009            | 2 november 1972   | 1e              | FC Twente            | 29 augustus 2008  |
| 16.             | Vlag van Slovenië   | Dalibor Stevanovič      | 2009            | 27 september 1984 | 1e              | Maccabi Petach Tikwa | 25 januari 2009   |
| 15.             | Vlag van Ghana      | Abubakari Yakubu        | 2009            | 13 december 1981  | 5e              | Ajax                 | 13 augustus 2004  |
| Aanval          |                     |                         |                 |                   |                 |                      |                   |
| 14.             | Vlag van Nederland  | Julian Jenner           | 2009            | 28 februari 1984  | 1e              | AZ                   | 14 september 2008 |
| 09.             | Vlag van Denemarken | Mads Junker             | 2010            | 21 april 1981     | 4e              | FC Nordsjælland      | 15 januari 2006   |
| 10.             | Vlag van Nederland  | Santi Kolk              | 2011            | 2 oktober 1981    | 2e              | ADO Den Haag         | 19 augustus 2007  |
| 20.             | Vlag van Zweden     | Lasse Nilsson           | 2009            | 3 januari 1982    | 1e              | AS Saint-Étienne     | 3 februari 2009   |
| 38.             | Vlag van Nederland  | Genaro Snijders         | 2011            | 29 juli 1989      | 1e              | Eigen jeugd          | 25 januari 2009   |
| 19.             | Vlag van Finland    | Niklas Tarvajärvi       | 2009            | 13 maart 1983     | 1e              | De Graafschap        | 4 oktober 2008    |
| 17.             | Vlag van Nederland  | Ricky van Wolfswinkel   | 2012            | 27 januari 1989   | 2e              | Eigen jeugd          | 5 april 2008      |

### Statistieken
Legenda
| - W Wedstrijden - Doelpunten | - Gele kaarten (inclusief 2× geel) - 2× gele kaart in 1 wedstrijd - Rode kaarten (inclusief 2× geel) | - B Basisplaatsen - In Wissels In - Uit Wissels Uit |

| Naam                    | Eredivisie      | Eredivisie      | Eredivisie      | Eredivisie      | Eredivisie      | Eredivisie      | Eredivisie      | Eredivisie |            | KNVB beker | KNVB beker | KNVB beker | KNVB beker | KNVB beker | KNVB beker | KNVB beker | KNVB beker |        | Totaal | Totaal | Totaal | Totaal | Totaal | Totaal | Totaal | Totaal |
| Naam                    | W               |                 |                 |                 |                 | B               | In              | Uit        |            | W          |            |            |            |            | B          | In         | Uit        |        | W      |        |        |        |        | B      | In     | Uit    |
| Doelverdediging         | Doelverdediging | Doelverdediging | Doelverdediging | Doelverdediging | Doelverdediging | Doelverdediging | Doelverdediging |            |            |            |            |            |            |            |            |            |            |        |        |        |        |        |        |        |        |        |
| ----------------------- | --------------- | --------------- | --------------- | --------------- | --------------- | --------------- | --------------- | ---------- | ---------- | ---------- | ---------- | ---------- | ---------- | ---------- | ---------- | ---------- | ---------- | ------ | ------ | ------ | ------ | ------ | ------ | ------ | ------ | ------ |
| Ronald Graafland        | 0               | 0               | 0               | 0               | 0               | 0               | 0               | 0          |            | 1          | 0          | 0          | 0          | 0          | 0          | 1          | 0          |        | 1      | 0      | 0      | 0      | 0      | 0      | 1      | 0      |
| Eloy Room               | 3               | 0               | 0               | 0               | 0               | 1               | 2               | 0          |            | 0          | 0          | 0          | 0          | 0          | 0          | 0          | 0          |        | 3      | 0      | 0      | 0      | 0      | 1      | 2      | 0      |
| Sebastiaan van der Sman | 0               | 0               | 0               | 0               | 0               | 0               | 0               | 0          |            | 0          | 0          | 0          | 0          | 0          | 0          | 0          | 0          |        | 0      | 0      | 0      | 0      | 0      | 0      | 0      | 0      |
| Piet Velthuizen         | 33              | 0               | 2               | 0               | 0               | 33              | 0               | 2          |            | 2          | 0          | 0          | 0          | 0          | 2          | 0          | 1          |        | 35     | 0      | 2      | 0      | 0      | 35     | 0      | 3      |
| Verdediging             |                 |                 |                 |                 |                 |                 |                 |            |            |            |            |            |            |            |            |            |            |        |        |        |        |        |        |        |        |        |
| Kevin van Diermen       | 9               | 0               | 0               | 0               | 0               | 5               | 4               | 0          |            | 0          | 0          | 0          | 0          | 0          | 0          | 0          | 0          |        | 9      | 0      | 0      | 0      | 0      | 5      | 4      | 0      |
| Jeroen Drost            | 26              | 0               | 0               | 0               | 0               | 25              | 1               | 4          |            | 1          | 0          | 0          | 0          | 0          | 1          | 0          | 0          |        | 27     | 0      | 0      | 0      | 0      | 26     | 1      | 4      |
| Nicky Kuiper            | 15              | 0               | 2               | 0               | 0               | 14              | 1               | 5          |            | 0          | 0          | 0          | 0          | 0          | 0          | 0          | 0          |        | 15     | 0      | 2      | 0      | 0      | 14     | 1      | 5      |
| Sébastien Sansoni       | 27              | 2               | 5               | 0               | 0               | 25              | 2               | 5          |            | 2          | 0          | 0          | 0          | 0          | 2          | 0          | 0          |        | 29     | 2      | 5      | 0      | 0      | 27     | 2      | 5      |
| Civard Sprockel         | 30              | 1               | 5               | 0               | 0               | 29              | 1               | 1          |            | 2          | 1          | 0          | 0          | 0          | 2          | 0          | 1          |        | 32     | 2      | 5      | 0      | 0      | 31     | 1      | 2      |
| Frank van der Struijk   | 26              | 1               | 5               | 0               | 1               | 23              | 3               | 5          |            | 1          | 0          | 0          | 0          | 0          | 1          | 0          | 0          |        | 27     | 1      | 5      | 0      | 1      | 24     | 3      | 5      |
| Paul Verhaegh           | 31              | 2               | 7               | 0               | 0               | 31              | 0               | 2          |            | 1          | 0          | 0          | 0          | 0          | 1          | 0          | 0          |        | 32     | 2      | 7      | 0      | 0      | 32     | 0      | 2      |
| Middenveld              |                 |                 |                 |                 |                 |                 |                 |            |            |            |            |            |            |            |            |            |            |        |        |        |        |        |        |        |        |        |
| Alexander Büttner       | 23              | 3               | 1               | 0               | 0               | 14              | 9               | 10         |            | 2          | 0          | 0          | 0          | 0          | 1          | 1          | 0          |        | 25     | 3      | 1      | 0      | 0      | 15     | 10     | 10     |
| Claudemir               | 33              | 2               | 4               | 0               | 0               | 33              | 0               | 2          |            | 2          | 0          | 0          | 0          | 0          | 2          | 0          | 0          |        | 35     | 2      | 4      | 0      | 0      | 35     | 0      | 2      |
| Nicky Hofs              | 30              | 7               | 7               | 0               | 0               | 30              | 0               | 11         |            | 1          | 0          | 0          | 0          | 0          | 1          | 0          | 0          |        | 31     | 7      | 7      | 0      | 0      | 31     | 0      | 11     |
| Onur Kaya               | 7               | 0               | 0               | 0               | 0               | 0               | 7               | 0          |            | 1          | 0          | 0          | 0          | 0          | 1          | 0          | 0          |        | 8      | 0      | 0      | 0      | 0      | 1      | 7      | 0      |
| Rogier Molhoek          | 29              | 0               | 8               | 0               | 0               | 25              | 4               | 5          |            | 2          | 1          | 0          | 0          | 0          | 2          | 0          | 1          |        | 31     | 1      | 8      | 0      | 0      | 27     | 4      | 6      |
| Wiljan Pluim            | 1               | 0               | 0               | 0               | 0               | 0               | 1               | 0          |            | 0          | 0          | 0          | 0          | 0          | 0          | 0          | 0          |        | 1      | 0      | 0      | 0      | 0      | 0      | 1      | 0      |
| Anduele Pryor           | 6               | 0               | 0               | 0               | 0               | 1               | 5               | 0          |            | 2          | 0          | 0          | 0          | 0          | 1          | 1          | 1          |        | 8      | 0      | 0      | 0      | 0      | 2      | 6      | 1      |
| Alfred Schreuder        | 6               | 0               | 0               | 0               | 0               | 3               | 3               | 3          |            | 1          | 0          | 0          | 0          | 0          | 0          | 1          | 0          |        | 7      | 0      | 0      | 0      | 0      | 3      | 4      | 3      |
| Dalibor Stevanovič      | 8               | 3               | 2               | 0               | 0               | 7               | 1               | 2          |            | 0          | 0          | 0          | 0          | 0          | 0          | 0          | 0          |        | 8      | 3      | 2      | 0      | 0      | 7      | 1      | 2      |
| Abubakari Yakubu        | 6               | 0               | 2               | 0               | 0               | 2               | 4               | 1          |            | 1          | 0          | 0          | 0          | 0          | 1          | 0          | 0          |        | 7      | 0      | 2      | 0      | 0      | 3      | 4      | 1      |
| Aanval                  |                 |                 |                 |                 |                 |                 |                 |            |            |            |            |            |            |            |            |            |            |        |        |        |        |        |        |        |        |        |
| Julian Jenner           | 21              | 0               | 2               | 0               | 0               | 7               | 14              | 6          |            | 2          | 0          | 0          | 0          | 0          | 2          | 0          | 1          |        | 23     | 0      | 2      | 0      | 0      | 9      | 14     | 7      |
| Mads Junker             | 15              | 2               | 1               | 0               | 0               | 6               | 9               | 6          |            | 1          | 0          | 0          | 0          | 0          | 1          | 0          | 1          |        | 16     | 2      | 1      | 0      | 0      | 7      | 9      | 7      |
| Santi Kolk              | 28              | 4               | 2               | 0               | 0               | 17              | 11              | 1          |            | 0          | 0          | 0          | 0          | 0          | 0          | 0          | 0          |        | 28     | 4      | 2      | 0      | 0      | 17     | 11     | 1      |
| Lasse Nilsson           | 13              | 4               | 0               | 0               | 0               | 12              | 1               | 7          |            | 0          | 0          | 0          | 0          | 0          | 0          | 0          | 0          |        | 13     | 4      | 0      | 0      | 0      | 12     | 1      | 7      |
| Genaro Snijders         | 2               | 0               | 0               | 0               | 0               | 0               | 2               | 0          |            | 0          | 0          | 0          | 0          | 0          | 0          | 0          | 0          |        | 2      | 0      | 0      | 0      | 0      | 0      | 2      | 0      |
| Niklas Tarvajärvi       | 11              | 2               | 0               | 0               | 0               | 2               | 9               | 2          |            | 1          | 0          | 0          | 0          | 0          | 1          | 0          | 0          |        | 12     | 2      | 0      | 0      | 0      | 3      | 9      | 2      |
| Ricky van Wolfswinkel   | 32              | 8               | 6               | 1               | 1               | 29              | 3               | 17         |            | 2          | 0          | 0          | 0          | 0          | 0          | 2          | 0          |        | 34     | 8      | 6      | 1      | 1      | 29     | 5      | 17     |
| Totaal                  | 34              | 41              | 61              | 1               | 2               | 374             | 97              | 97         |            | 2          | 2          | 0          | 0          | 0          | 22         | 6          | 6          |        | 36     | 43     | 61     | 1      | 2      | 396    | 103    | 103    |
|                         | W               |                 |                 |                 |                 | B               | In              | Uit        |            | W          |            |            |            |            | B          | In         | Uit        |        | W      |        |        |        |        | B      | In     | Uit    |
| Eredivisie              | Eredivisie      | Eredivisie      | Eredivisie      | Eredivisie      | Eredivisie      | Eredivisie      | Eredivisie      |            | KNVB beker | KNVB beker | KNVB beker | KNVB beker | KNVB beker | KNVB beker | KNVB beker | KNVB beker |            | Totaal | Totaal | Totaal | Totaal | Totaal | Totaal | Totaal | Totaal |        |

#### Topscorers
| Nr.    | Naam                  | Doelpunt(en) |
| ------ | --------------------- | ------------ |
| 1      | Ricky van Wolfswinkel | 8            |
| 2      | Nicky Hofs            | 7            |
| 3      | Santi Kolk            | 4            |
| 3      | Lasse Nilsson         | 4            |
| 5      | Alexander Büttner     | 3            |
| 5      | Dalibor Stevanovič    | 3            |
| 7      | Claudemir             | 2            |
| 7      | Mads Junker           | 2            |
| 7      | Sébastien Sansoni     | 2            |
| 7      | Niklas Tarvajärvi     | 2            |
| 7      | Paul Verhaegh         | 2            |
| 12     | Civard Sprockel       | 1            |
| 12     | Frank van der Struijk | 1            |
| Totaal | Totaal                | 41           |

| Nr.    | Naam            | Doelpunt(en) |
| ------ | --------------- | ------------ |
| 1      | Rogier Molhoek  | 1            |
| 1      | Civard Sprockel | 1            |
| Totaal | Totaal          | 2            |

| Nr.    | Naam                  | Doelpunt(en) |
| ------ | --------------------- | ------------ |
| 1      | Ricky van Wolfswinkel | 8            |
| 2      | Nicky Hofs            | 7            |
| 3      | Santi Kolk            | 4            |
| 3      | Lasse Nilsson         | 4            |
| 5      | Alexander Büttner     | 3            |
| 5      | Dalibor Stevanovič    | 3            |
| 7      | Claudemir             | 2            |
| 7      | Mads Junker           | 2            |
| 7      | Sébastien Sansoni     | 2            |
| 7      | Civard Sprockel       | 2            |
| 7      | Niklas Tarvajärvi     | 2            |
| 7      | Paul Verhaegh         | 2            |
| 13     | Rogier Molhoek        | 1            |
| 13     | Frank van der Struijk | 1            |
| Totaal | Totaal                | 43           |

### Mutaties

#### Aangetrokken in de zomer
| Speler                | Vorige club   | Contract tot                      |
| --------------------- | ------------- | --------------------------------- |
| Jeroen Drost          | sc Heerenveen | 2009 (gehuurd met optie tot koop) |
| Ronald Graafland      | Excelsior     | 2010                              |
| Nicky Hofs            | Feyenoord     | 2009 (gehuurd)                    |
| Julian Jenner         | AZ            | 2009 (gehuurd met optie tot koop) |
| Rogier Molhoek        | AZ            | 2009 (gehuurd met optie tot koop) |
| Alfred Schreuder      | FC Twente     | 2009                              |
| Frank van der Struijk | Willem II     | 2012                              |
| Niklas Tarvajärvi     | sc Heerenveen | 2009 (gehuurd met optie tot koop) |

#### Vertrokken in de zomer
| Speler               | Nieuwe club             |
| -------------------- | ----------------------- |
| Siebe Blondelle      | FCV Dender EH           |
| Jaime Bruinier       | AGOVV (verhuurd)        |
| Theo Janssen         | FC Twente               |
| Juan Gonzalo Lorca   | Colo-Colo (was gehuurd) |
| Rihairo Meulens      | FC Dordrecht (verhuurd) |
| Balázs Rabóczki      | Budapest Honvéd FC      |
| Remco van der Schaaf | Burnley FC              |
| Gill Swerts          | AZ                      |
| Jasar Takak          | Onbekend                |
| Stephan Veenboer     | AFC                     |
| Harrie Gommans       | Roda JC                 |
| Yu Hai               | Onbekend                |

#### Aangetrokken in de winter
| Speler             | Vorige club          | Contract tot                      |
| ------------------ | -------------------- | --------------------------------- |
| Lasse Nilsson      | AS Saint-Étienne     | 2009 (gehuurd met optie tot koop) |
| Dalibor Stevanovič | Maccabi Petach Tikwa | 2009                              |

#### Vertrokken in de winter
| Speler             | Nieuwe club                 |
| ------------------ | --------------------------- |
| Cees Keizer        | FC Zwolle (verhuurd)        |
| Haim Megrelishvili | Maccabi Tel Aviv (verhuurd) |
| Colin van Mourik   | JVC Cuijk                   |
| Alfred Schreuder   | Gestopt                     |
| Niklas Tarvajärvi  | Neuchâtel Xamax FC          |

## Wedstrijden

### Eredivisie
|                                                            | |               |                                                                                     | |
| 29 augustus 2008                                           | Vitesse | 0 - 4 (0 - 1) | FC Groningen                                                                        | Opstelling Vitesse: |
| GelreDome 14.900 toeschouwers Bas Nijhuis                  | |               | 9' Sepp De Roover 69' Koen van de Laak (pen.) 73' Marcus Berg 78' Evgeniy Levchenko | Velthuizen, Verhaegh , Sprockel, Van der Struijk, J. Drost, Claudemir, Schreuder (72' Van Wolfswinkel), Yakubu, Pryor, Junker (81' Büttner), Kolk Van der Struijk (9'), Yakubu (12'), Sprockel (73') Van der Struijk (68')           |
|                                                            | |               |                                                                                     | |
| 14 september 2008                                          | De Graafschap                                                                                                | 1 - 0 (1 - 0) | Vitesse                                                                             | Opstelling Vitesse: |
| De Vijverberg 12.300 toeschouwers Eric Braamhaar           | 19' Jason Oost (pen.)                                                                                        |               |                                                                                     | Velthuizen, Verhaegh , Sprockel, Sansoni (70' Schreuder), J. Drost, Claudemir (46' Jenner), Hofs, Yakubu (81' Kaya), Molhoek, Kolk, Van Wolfswinkel Molhoek (18'), Van Wolfswinkel (33'), Verhaegh (90+3')                           |
|                                                            | |               |                                                                                     | |
| 20 september 2008                                          | Vitesse | 1 - 1 (0 - 0) | Sparta Rotterdam                                                                    | Opstelling Vitesse: |
| GelreDome 15.300 toeschouwers Tom van Sichem               | 50' Ricky van Wolfswinkel                                                                                    |               | 72' Charles Dissels                                                                 | Velthuizen, Verhaegh , Sprockel, Van der Struijk (16' Schreuder), J. Drost, Claudemir, Jenner (65' Kolk), Hofs (88' Kaya), Molhoek, Büttner, Van Wolfswinkel Sprockel (74'), Molhoek (87')                                           |
|                                                            | |               |                                                                                     | |
| 28 september 2008                                          | Ajax | 3 - 0 (0 - 0) | Vitesse                                                                             | Opstelling Vitesse: |
| Amsterdam ArenA 46.769 toeschouwers Reinold Wiedemeijer    | 61' Luis Suarez 76' Jan Vertonghen 82' Jan Vertonghen                                                        |               |                                                                                     | Velthuizen, Verhaegh , Sansoni, Sprockel, J. Drost (72' Yakubu), Claudemir, Jenner (59' Kolk), Hofs, Molhoek, Büttner (78' Pryor), Van Wolfswinkel Molhoek (34'), Hofs (78')                                                         |
|                                                            | |               |                                                                                     | |
| 04 oktober 2008                                            | Vitesse | 2 - 2 (0 - 1) | Willem II                                                                           | Opstelling Vitesse: |
| GelreDome 15.035 toeschouwers Richard Liesveld             | 46' Ricky van Wolfswinkel 56' Nicky Hofs                                                                     |               | 15' Mehmet Akgün 90+3' Frank Demouge                                                | Velthuizen, Verhaegh , Sansoni, Sprockel (46' Yakubu), J. Drost, Claudemir, Jenner (46' Kolk), Hofs, Molhoek, Büttner (78' Pryor), Van Wolfswinkel (79' Tarvajärvi) Molhoek (26'), Verhaegh (45+2'), Kolk (64'), Velthuizen (90')    |
|                                                            | |               |                                                                                     | |
| 19 oktober 2008                                            | NEC | 3 - 1 (0 - 1) | Vitesse                                                                             | Opstelling Vitesse: |
| De Goffert 12.500 toeschouwers Pieter Vink                 | 49' Arek Radomski 83' Youssef El-Akchaoui (pen.) 90' Saidi Ntibazonkiza                                      |               | 17' Nicky Hofs                                                                      | Velthuizen, Verhaegh , Sansoni, Van der Struijk, J. Drost, Claudemir, Hofs (81' Kaya), Molhoek, Büttner (62' Jenner), Van Wolfswinkel (71' Tarvajärvi), Kolk -                                                                       |
|                                                            | |               |                                                                                     | |
| 26 oktober 2008                                            | Vitesse | 0 - 2 (0 - 1) | FC Twente                                                                           | Opstelling Vitesse: |
| GelreDome 17.136 toeschouwers Ben Haverkort                | |               | 9' Marko Arnautovic 69' Marko Arnautovic                                            | Velthuizen, Verhaegh , Sansoni, Van der Struijk, J. Drost (79' Pryor), Claudemir, Hofs, Molhoek (72' Kaya), Büttner (46' Tarvajärvi), Van Wolfswinkel, Kolk Verhaegh (12')                                                           |
|                                                            | |               |                                                                                     | |
| 29 oktober 2008                                            | sc Heerenveen                                                                                                | 0 - 2 (0 - 0) | Vitesse                                                                             | Opstelling Vitesse: |
| Abe Lenstra Stadion 25.200 toeschouwers Björn Kuipers      | |               | 73' Santi Kolk 75' Nicky Hofs                                                       | Velthuizen, Verhaegh , Sprockel, Van der Struijk, Kuiper, Claudemir, Hofs (88' Kaya), Molhoek, Büttner (90' Pryor), Van Wolfswinkel (87' Jenner), Kolk Claudemir (39'), Büttner (45+2')                                              |
|                                                            | |               |                                                                                     | |
| 2 november 2008                                            | Vitesse | 3 - 1 (2 - 1) | ADO Den Haag                                                                        | Opstelling Vitesse: |
| GelreDome 15.285 toeschouwers Eric Braamhaar               | 1' Ricky van Wolfswinkel 42' Santi Kolk (pen.) 90+1' Niklas Tarvajärvi                                       |               | 19' Lex Immers                                                                      | Velthuizen, Verhaegh , Sprockel, Van der Struijk, Kuiper (81' Sansoni), Claudemir, Hofs, Jenner (76' Kaya), Büttner (84' Tarvajärvi), Van Wolfswinkel, Kolk Jenner (45+1')                                                           |
|                                                            | |               |                                                                                     | |
| 8 november 2008                                            | Heracles Almelo                                                                                              | 0 - 0         | Vitesse                                                                             | Opstelling Vitesse: |
| Polman Stadion 8.500 toeschouwers Bas Nijhuis              | |               |                                                                                     | Velthuizen, Verhaegh , Sprockel, Sansoni (59' van Diermen), Van der Struijk, Claudemir, Hofs, Molhoek, Büttner (86' Jenner), Van Wolfswinkel (80' Tarvajärvi), Kolk Sansoni (21'), Hofs (55'), Verhaegh (73'), Van der Struijk (89') |
|                                                            | |               |                                                                                     | |
| 16 november 2008                                           | Vitesse | 1 - 1 (0 - 1) | AZ                                                                                  | Opstelling Vitesse: |
| GelreDome 22.739 toeschouwers Paul Allaerts                | 51' Santi Kolk                                                                                               |               | 18' Ari da Silva                                                                    | Velthuizen, Verhaegh , Sprockel, Sansoni, Van der Struijk, Claudemir, Hofs (83' Tarvajärvi), Molhoek, Büttner (55' Jenner), Van Wolfswinkel, Kolk Verhaegh (90+1')                                                                   |
|                                                            | |               |                                                                                     | |
| 23 november 2008                                           | FC Utrecht                                                                                                   | 4 - 0 (1 - 0) | Vitesse                                                                             | Opstelling Vitesse: |
| Galgenwaard 19.000 toeschouwers Reinold Wiedemeijer        | 30' Sander Keller 49' Cedric van der Gun 66' Ali Boussaboun 74' Ali Boussaboun                               |               |                                                                                     | Velthuizen, Van der Struijk, Sprockel, Sansoni, J. Drost, Claudemir, Hofs (67' Pryor), Molhoek , Büttner (46' Jenner), Van Wolfswinkel, Kolk Sansoni (44'), Kolk (54'), Molhoek (57')                                                |
|                                                            | |               |                                                                                     | |
| 30 november 2008                                           | Vitesse | 1 - 1 (0 - 1) | Feyenoord                                                                           | Opstelling Vitesse: |
| GelreDome 17.345 toeschouwers Kevin Blom                   | 76' Paul Verhaegh                                                                                            |               | 3' Roy Makaay                                                                       | Velthuizen, Verhaegh Van der Struijk, Sansoni, J. Drost, Claudemir, Hofs, Schreuder (73' Jenner), Büttner (82' Pryor), Van Wolfswinkel (73' Tarvajärvi), Kolk -                                                                      |
|                                                            | |               |                                                                                     | |
| 6 december 2008                                            | Roda JC | 3 - 0 (1 - 0) | Vitesse                                                                             | Opstelling Vitesse: |
| Parkstad Limburg Stadion 14.350 toeschouwers Ben Haverkort | 32' Jeanvion Yulu-Matondo 49' Jeanvion Yulu-Matondo 56' Anouar Hadouir                                       |               |                                                                                     | Velthuizen, Verhaegh Van der Struijk, Schreuder (46' Sansoni) (56' Sprockel), J. Drost, Claudemir, Hofs, Büttner, Molhoek, Van Wolfswinkel, Kolk Verhaegh (5'), Hofs (90+2')                                                         |
|                                                            | |               |                                                                                     | |
| 14 december 2008                                           | Vitesse | 1 - 1 (0 - 1) | PSV                                                                                 | Opstelling Vitesse: |
| GelreDome 16.927 toeschouwers Ruud Bossen                  | 65' Niklas Tarvajärvi                                                                                        |               | 43' Nordin Amrabat                                                                  | Velthuizen, Verhaegh Van der Struijk, Sprockel, J. Drost, Claudemir, Hofs, Büttner, Molhoek, Van Wolfswinkel, Jenner Hofs (73'), Yakubu (86')                                                                                        |
|                                                            | |               |                                                                                     | |
| 20 december 2008                                           | NAC Breda | 2 - 0 (0 - 0) | Vitesse                                                                             | Opstelling Vitesse: |
| Rat Verlegh Stadion 16.844 toeschouwers Roelof Luinge      | 47' Joonas Kolkka 48' Anthony Lurling                                                                        |               |                                                                                     | Velthuizen, Verhaegh Van der Struijk, Sprockel, J. Drost, Claudemir, Molhoek, Van Wolfswinkel, Jenner, Kolk, Tarvajärvi Jenner (21'), Van der Struijk (73') Van Wolfswinkel (45+1', 52')                                             |
|                                                            | |               |                                                                                     | |
| 27 december 2008                                           | Vitesse | 3 - 1 (2 - 0) | FC Volendam                                                                         | Opstelling Vitesse: |
| GelreDome 16.637 toeschouwers Ed Janssen                   | 7' Alexander Büttner 25' Santi Kolk 83' Mads Junker                                                          |               | 54' Melvin Platje                                                                   | Velthuizen, Verhaegh Van der Struijk, Sprockel, J. Drost, Claudemir, Hofs, Büttner, Molhoek, Tarvajärvi, Kolk Molhoek (28'), Claudemir (41'), Hofs (58')                                                                             |
|                                                            | |               |                                                                                     | |
| 17 januari 2009                                            | FC Twente | 2 - 1 (1 - 0) | Vitesse                                                                             | Opstelling Vitesse: |
| De Grolsch Veste 23.519 toeschouwers Richard Liesveld      | 19' Blaise Nkufo 67' Kenneth Pérez                                                                           |               | 53' Sébastien Sansoni                                                               | Velthuizen, Verhaegh Van der Struijk, Sprockel, Kuiper (85' Jenner), Claudemir, Hofs, Sansoni, Molhoek, Junker (72' Büttner), Kolk (54' Van Wolfswinkel) Kuiper (28'), Claudemir (38'), Sprockel (69')                               |
|                                                            | |               |                                                                                     | |
| 25 januari 2009                                            | Vitesse | 0 - 0         | NEC                                                                                 | Opstelling Vitesse: |
| GelreDome 18.166 toeschouwers Pieter Vink                  | |               |                                                                                     | Velthuizen, Verhaegh Van der Struijk, Sprockel, Kuiper, Claudemir, Hofs, Sansoni, Molhoek (46' Dalibor Stevanovič), Junker (87' Snijders), Van Wolfswinkel (68' Jenner) Van der Struijk (51'), Junker (70')                          |
|                                                            | |               |                                                                                     | |
| 31 januari 2009                                            | Willem II | 0 - 2 (0 - 0) | Vitesse                                                                             | Opstelling Vitesse: |
| Willem II Stadion 13.300 toeschouwers Ben Haverkort        | |               | 60' Mads Junker 90+3' Ricky van Wolfswinkel                                         | Velthuizen, Verhaegh , Van der Struijk (52' J. Drost), Sprockel, Kuiper, Claudemir, Sansoni (69' van Diermen), Hofs, Stevanovič, Junker (83' Snijders), Van Wolfswinkel Kuiper (25')                                                 |
|                                                            | |               |                                                                                     | |
| 3 februari 2009                                            | Vitesse | 1 - 0 (0 - 0) | sc Heerenveen                                                                       | Opstelling Vitesse: |
| GelreDome 17.563 toeschouwers Ruud Bossen                  | 84' Nicky Hofs                                                                                               |               |                                                                                     | Velthuizen, Verhaegh , Sprockel, J. Drost, Kuiper (77' van Diermen), Claudemir, Sansoni, Stevanovič (79' Molhoek), Hofs, Junker (69' Nilsson), Van Wolfswinkel Sansoni (45+1')                                                       |
|                                                            | |               |                                                                                     | |
| 8 februari 2009                                            | Vitesse | 4 - 1 (3 - 1) | Ajax                                                                                | Opstelling Vitesse: |
| GelreDome 21.775 toeschouwers Reinold Wiedemeijer          | 7' Lasse Nilsson 41' Dalibor Stevanovič 44' Lasse Nilsson 68' Ricky van Wolfswinkel                          |               | 15' Luis Suarez                                                                     | Velthuizen, Verhaegh , Sprockel, J. Drost, Kuiper, Claudemir, Sansoni, Stevanovič, Hofs (37' Molhoek), Nilsson (59' Kolk), Van Wolfswinkel (82' Junker) Sansoni (20'), Stevanovič (41')                                              |
|                                                            | |               |                                                                                     | |
| 15 februari 2009                                           | Sparta Rotterdam                                                                                             | 0 - 0         | Vitesse                                                                             | Opstelling Vitesse: |
| Het Kasteel 10.498 toeschouwers Kevin Blom                 | |               |                                                                                     | Velthuizen, Verhaegh , J. Drost, Sprockel, Kuiper, Claudemir, Sansoni, Molhoek (82' Van der Struijk), Stevanovič (45+2' Junker), Van Wolfswinkel (70' Kolk), Nilsson -                                                               |
|                                                            | |               |                                                                                     | |
| 20 februari 2009                                           | Vitesse | 3 - 0 (2 - 0) | Roda JC                                                                             | Opstelling Vitesse: |
| GelreDome 16.102 toeschouwers Jack van Hulten              | 16' Dalibor Stevanovič 19' Sébastien Sansoni 66' Nicky Hofs                                                  |               |                                                                                     | Velthuizen, Verhaegh , Sprockel, J. Drost (67' Van der Struijk), Kuiper, Claudemir, Sansoni, Stevanovič, Hofs (82' Molhoek), Nilsson, Van Wolfswinkel (63' Kolk) Van Wolfswinkel (38')                                               |
|                                                            | |               |                                                                                     | |
| 1 maart 2009                                               | Feyenoord | 2 - 2 (1 - 1) | Vitesse                                                                             | Opstelling Vitesse: |
| De Kuip 46.000 toeschouwers                                | 41' Georginio Wijnaldum 72' Roy Makaay                                                                       |               | 18' Nicky Hofs 61' Dalibor Stevanovič                                               | Velthuizen, Verhaegh , Sprockel, J. Drost, Van der Struijk, Claudemir, Sansoni, Stevanovič, Hofs (87' Junker), Nilsson (71' Kolk), Van Wolfswinkel (63' Molhoek) Sansoni (37'), Stevanovič (40'), Velthuizen (52')                   |
|                                                            | |               |                                                                                     | |
| 8 maart 2009                                               | FC Volendam                                                                                                  | 1 - 0 (1-0)   | Vitesse                                                                             | Opstelling Vitesse: |
| Kras Stadion 5.291 toeschouwers                            | 33' Jack Tuyp                                                                                                |               |                                                                                     | Velthuizen (13' Room), Verhaegh , J. Drost, Sprockel, Van der Struijk (67' Jenner), Claudemir, Hofs, Molhoek, Stevanovič, Kolk, Nilsson (80' Kaya) Sprockel (27')                                                                    |
|                                                            | |               |                                                                                     | |
| 14 maart 2009                                              | Vitesse | 0 - 3 (0 - 1) | NAC Breda                                                                           | Opstelling Vitesse: |
| GelreDome 24.076 toeschouwers                              | |               | 21' Nourdin Boukhari 49' Anthony Lurling 58' Csaba Fehér                            | Velthuizen, Verhaegh , J. Drost, Sprockel, Van der Struijk (36' Jenner), Claudemir, Hofs, Sansoni, Molhoek, Kolk, Nilsson (68' Van Wolfswinkel) Molhoek (39'), Hofs (84')                                                            |
|                                                            | |               |                                                                                     | |
| 21 maart 2009                                              | PSV | 2 - 0 (1 - 0) | Vitesse                                                                             | Opstelling Vitesse: |
| Philips Stadion 33.000 toeschouwers                        | 24' Ibrahim Afellay 70' Ola Toivonen                                                                         |               |                                                                                     | Velthuizen, Verhaegh , Sprockel, Van Diermen, J. Drost, Claudemir, Kolk, Van der Struijk (83' Jenner), Sansoni, Nilsson (89' Junker), Van Wolfswinkel (76' Büttner) Van Wolfswinkel (17')                                            |
|                                                            | |               |                                                                                     | |
| 5 april 2009                                               | Vitesse | 0 - 0         | De Graafschap                                                                       | Opstelling Vitesse: |
| GelreDome 19.610 toeschouwers                              | |               |                                                                                     | Velthuizen, Verhaegh , Sprockel, J. Drost, Kuiper, Claudemir, Hofs, Sansoni, Molhoek (81' Büttner), Nilsson (71' Kolk), Van Wolfswinkel (89' Jenner) -                                                                               |
|                                                            | |               |                                                                                     | |
| 12 april 2009                                              | FC Groningen                                                                                                 | 2 - 3 (1 - 1) | Vitesse                                                                             | Opstelling Vitesse: |
| Euroborg 21.811 toeschouwers                               | 45' Goran Lovre 72' Danny Holla                                                                              |               | 22' Lasse Nilsson 48' Civard Sprockel 61' Ricky van Wolfswinkel                     | Velthuizen (34' Room), Verhaegh , Sprockel, J. Drost, Kuiper (76' Van Diermen), Claudemir, Hofs, Sansoni, Molhoek, Nilsson, Van Wolfswinkel (70' Junker) Verhaegh (49'), Claudemir (73'), Hofs (90')                                 |
|                                                            | |               |                                                                                     | |
| 18 april 2009                                              | AZ | 1 - 2 (1 - 1) | Vitesse                                                                             | Opstelling Vitesse: |
| DSB Stadion 16.629 toeschouwers                            | 19' Mounir El Hamdaoui                                                                                       |               | 36' Ricky van Wolfswinkel 84' Alexander Büttner                                     | Room, Van der Struijk, Sprockel, Van Diermen, J. Drost, Jenner (66' Kolk), Hofs (87' Junker), Sansoni, Molhoek , Nilsson, Van Wolfswinkel (45' Büttner) -                                                                            |
|                                                            | |               |                                                                                     | |
| 26 april 2009                                              | Vitesse | 6 - 1 (1 - 0) | FC Utrecht                                                                          | Opstelling Vitesse: |
| GelreDome 16.975 toeschouwers                              | 45' Nicky Hofs 61' Claudemir 62' Claudemir 65' Paul Verhaegh 84' Alexander Büttner 88' Frank van der Struijk |               | 70' Hans Somers                                                                     | Velthuizen, Verhaegh , Sprockel, Van Diermen, Kuiper, Claudemir (74' Büttner), Hofs, Sansoni, Molhoek, Nilsson (82' Van der Struijk), Van Wolfswinkel (65' Kolk) Sprockel (32')                                                      |
|                                                            | |               |                                                                                     | |
| 3 mei 2009                                                 | Vitesse | 1 - 0 (0 - 0) | Heracles Almelo                                                                     | Opstelling Vitesse: |
| GelreDome 18.333 toeschouwers                              | 74' Lasse Nilsson                                                                                            |               |                                                                                     | Velthuizen, Verhaegh (20' Büttner), Van der Struijk, Van Diermen, Kuiper, Claudemir, Hofs (88' Junker), Sansoni, Molhoek, Nilsson, Van Wolfswinkel (64' Kolk) Van der Struijk (17'), Van Wolfswinkel (59')                           |
|                                                            | |               |                                                                                     | |
| 10 mei 2009                                                | ADO Den Haag                                                                                                 | 3 - 1 (2 - 0) | Vitesse                                                                             | Opstelling Vitesse: |
| ADO Den Haag Stadion 14.993 toeschouwers                   | 17' Danny Buijs 22' Karim Soltani 61' Danny Buijs                                                            |               | 71' Ricky van Wolfswinkel                                                           | Velthuizen, Van Diermen, Sprockel, Drost, Kuiper (83' Pluim), Claudemir, Hofs, Sansoni (46' Büttner), Molhoek , Junker (61' Jenner), Van Wolfswinkel Molhoek (37')                                                                   |

### KNVB beker
Vitesse had, net als de andere clubs in het betaald voetbal, de eerste bekerronde een bye.
| Datum             | Ronde        | Thuis           | Uitslag | Uit     | Doelpuntenmakers Vitesse      | Bijzonderheden |
| ----------------- | ------------ | --------------- | ------- | ------- | ----------------------------- | -------------- |
| 24 september 2008 | Tweede ronde | Ajax (amateurs) | 0-2     | Vitesse | Sprockel (0-1), Molhoek (0-2) |                |
| 12 november 2008  | Derde ronde  | FC Lienden      | 1-0     | Vitesse | (-)                           |                |

### Oefenwedstrijden
| Datum            | Thuis                  | Uitslag | Uit             | Doelpuntenmakers Vitesse                                                   | Bijzonderheden                                                                                          |
| ---------------- | ---------------------- | ------- | --------------- | -------------------------------------------------------------------------- | --- |
| 19 juli 2008     | VIOS Vaassen           | 0-9     | Vitesse         | Pryor (2x), Junker (2x), Gommans, Van Wolfswinkel, Kaya, Büttner, Keizer   | |
| 22 juli 2008     | SV Panter              | 0-19    | Vitesse         | Van Wolfswinkel (7x), Kolk (7x), Pryor (2x), Megrelishvili, Pluim, Molhoek | |
| 24 juli 2008     | VV Stroe               | 0-5     | Vitesse         | Büttner (2x), van Diermen, Sprockel, Kaya                                  | |
| 26 juli 2008     | RKHVV                  | 1-9     | Vitesse         | Gommans (3x), Molhoek (2x), Pryor, Büttner, Kuiper, Van Wolfswinkel        | |
| 30 juli 2008     | Vitesse                | 0-1     | Aberdeen FC     | (-)                                                                        | In Driel                                                                                                |
| 7 augustus 2008  | Ankaraspor AŞ          | 2-1     | Vitesse         | Junker                                                                     | In Loenen; eigen doelpunt Drost (1-1); wedstrijd gestopt in de 85e minuut vanwege invallende duisternis |
| 9 augustus 2008  | Vitesse                | 0-2     | Getafe CF       | (-)                                                                        | In Stroe                                                                                                |
| 12 augustus 2008 | Valencia CF            | 3-1     | Vitesse         | Pryor                                                                      | |
| 14 augustus 2008 | Qatar                  | 1-1     | Vitesse         | Sansoni                                                                    | |
| 15 augustus 2008 | Gimnàstic de Tarragona | 3-1     | Vitesse         | Kolk                                                                       | |
| 19 augustus 2008 | FC Presikhaaf          | 0-11    | Vitesse         | Van Wolfswinkel (5x), Junker (2x), Pryor, Claudemir, Megrelishvili, Kolk   | |
| 23 augustus 2008 | CA Osasuna             | 4-0     | Vitesse         | (-)                                                                        | |
| 10 oktober 2008  | Vitesse                | 1-0     | Rot Weiss Ahlen | Pryor                                                                      | |
| 7 januari 2009   | Vitesse                | 0-0     | KSV Roeselare   | (-)                                                                        | |
| 10 januari 2009  | Hacettepe Spor Kulübü  | 2-0     | Vitesse         | (-)                                                                        | |
| 28 maart 2009    | Hannover 96            | 1-2     | Vitesse         | Kolk, Jenner                                                               | |